# Zeuglopora pagoda
Zeuglopora pagoda is een mosdiertjessoort uit de familie van de Conescharellinidae. De wetenschappelijke naam van de soort is, als Bipora pagoda, voor het eerst geldig gepubliceerd in 1991 door Lu.